# Athyrium flavosorum
Athyrium flavosorum là một loài thực vật có mạch trong họ Woodsiaceae. Loài này được Seriz. miêu tả khoa học đầu tiên năm 1985.